# Фењерџија
Фењерџија је особа запослена да пали уличну расвету. Фењерџија је био задужен да у сутон пали светиљке са свећом, или касније са гасом, а затим их у зору гаси. Данас их постоји врло мало јер је већина гасне уличне расвете одавно замењена електричним лампама.

Фењерџије су имале задатак да пале јавно осветљење, за које су најпре коршћене свеће „миликерц”, потом уље и на крају гас. Чим падне мрак, фењерџије су кретале у варош са кантом "гаса" (петролеја) и мердевинама на рамену. Процедура је била јасна: фењерџија би лампе пунио петролејом, гарави цилиндер би се очистио, најчешће прстом, фитиљ се извукао онолико да се може запалити. И лампа је горела онолико, колико је у њој било петролеја.
У Београду 1884. године постојало „611 општинских и 285 механџијских фењера који се сви укупно пале сваке вечери”. Године 1891. општина Београд имала је 16 ангажованих фењерџија, док се петролеј користио као гориво.
Данас је посао фењерџије веома редак. У граду Бресту у Белорусији, као туристичка атракција, од 2009. године постоји фењерџија који свакодневно пали петролејске лампе у трговачкој улици.
У Европској унији постоје само два града у којима још увек постоје фењерџије. То су Загреб у Хрватској и Вроцлав у Пољској.